# Chloropteryx punctilinea
Chloropteryx punctilinea är en fjärilsart som beskrevs av Paul Dognin 1909. Chloropteryx punctilinea ingår i släktet Chloropteryx och familjen mätare. Inga underarter finns listade i Catalogue of Life.